# Pseudopiptadenia colombiana
Pseudopiptadenia colombiana là một loài thực vật có hoa trong họ Đậu. Loài này được (Britton & Killip) G.P.Lewis miêu tả khoa học đầu tiên.